# Stuart Ballantine
Charles Stuart Ballantine, mais conhecido como Stuart Ballantine (Germantown (Pensilvânia), 22 de setembro de 1897 — 7 de maio de 1944), foi um inventor estadunidense.

## Publicações selecionadas
- Radio Telephony for Amateurs, 1922